# Clotilde Ngouabi
Clotilde Ngouabi (geb. Martin, * 4. Juni 1940, Walscheid, Frankreich; † 30. Oktober 2019, Straßburg) war eine Persönlichkeit des öffentlichen Lebens in der Republik Kongo. Sie war eine geborene Französin und die erste First Lady der Republik Kongo von 1969 bis 1972, als Frau von Präsident Marien Ngouabi.

## Leben
Martin wurde in Walscheid, Frankreich, geboren. Ihr Vater Jean-Baptiste Martin war Holzfäller in der Region. Nach dem Abschluss der städtischen Schule arbeitete sie in der Glashütte Troisfontaines als Arbeiterin, bevor sie nach Straßburg zog. Dort traf sie den jungen Marien Ngouabi, damals Student aus Französisch-Kongo an der Militärschule Saint-Cyr. Sie heirateten 1962 und zogen in die Kongolesische Republik (Kongo-Brazzaville), wo Ngouabi seine erste Stelle als Leutnant der Streitkräfte der Republik Kongo antrat. 1968 wurde er der dritte Präsident der Republik Kongo und Martin wurde seine First Lady. Nach der Scheidung 1972 wurde Céline Ngouabi ihre Nachfolgerin.
| Vorgänger            | Amt                                     | Nachfolger     |
| -------------------- | --------------------------------------- | -------------- |
| Marie Massamba-Debat | First Lady der Republik Kongo 1969–1972 | Céline Ngouabi |